# إنجيل المصريين القبطي
الكتاب المقدس للروح الخفية العظمى، المعروف أيضًا باسم الإنجيل القبطي للمصريين، هو نص غنوصي شيثي موجود في المخطوطات الثالث والرابع من مخطوطات نجع حمادي. يصف النص أصل ثلاث قوى: الآب والأم والابن، الذي خرج من الروح العظيم غير المرئي. يؤكد النص على أن شيث هو أصل بذرة الحياة الأبدية والعرق العظيم غير القابل للفساد. وتختتم بصلاة وبيان أن الكتاب كتبه سيث العظيم ووضعت في جبل تشاراكسيو ليتم الكشف عنها في نهاية الأزمنة.
هو أحد أناجيل الأبوكريفا التي اكتشفت في مخطوطات نجع حمادي في سنة 1945.

## ملخص
الافتتاح يصف خلق الكون وأصل القوى الثلاث: الآب والأم والابن. يقال أن هذه القوى قد نشأت من الروح العظيم غير المرئي، الذي هو نور الدهور والحق وعدم الفساد. يقال إن القوى الثلاث نشأت من صمت الأب المجهول، ولكل منها قوة أوغدود الخاصة بها. الأول يرتبط بالآب، والثاني مرتبط بالأم، والثالث بالابن. يصف النص خصائص وسلطات كل من هذه الكيانات الثلاثة وكيف نشأت من حضن الآب من خلال تدبيره الإلهي.
يحتوي جزء من النص على عدة أسطر مفقودة وغير قابلة للاسترداد، مما يجعل من الصعب فهمه. يظهر سر خفي غير مرئي، مكتوبًا على هيئة حروف العلة السبعة، 22 مرة لكل منها. العديد من الكائنات يسبحون ويمجدون الروح العظيمة غير المرئية والعذراء وعذروته. تظهر أيضًا كلمة الله العظيمة التي ولدت من تلقاء نفسها، ابن المسيح العظيم والصمت، الذي هو الإله الحقيقي والذي لم يولد بعد. يذكر النص أيضًا تسبيح عدد لا يحصى من الملائكة، والدهور الأبدية، والعناية الإلهية من الصمت.
يصف النص إنشاء الذات الإلهية والرجل غير الفاسد أداماس من خلال قوة الشعارات العظيمة. إنهم يمدحون الروح العظيم ويطلبون الابن الذي ولد مثل شيث العظيم غير القابل للفساد. يوافق الأب ويكتمل هبدوماد الكامل، مع الأضواء الأربعة العظيمة هارموزير وأورويائيل ودافيث وإيليث والوزراء غمالائيل، جبرائيل، ساملو وأبراساكس، الذين يولدون الذاكرة والحب والسلام والحياة الأبدية. تم الانتهاء من خمسة أوغدواد، مما يجعل ما مجموعه أربعين كقوة غير قابلة للتفسير.
تمدح الشعارات العظيمة، وكلمة الملأ من الأضواء الأربعة الروح مع كيانات أخرى مختلفة مثل العذراء الذكر، ودوكسوميدون-إيون العظيم، والطفل ذو الثلاث ذكر، ويويل، وإسيفك، وغيرهم. يذكر المقطع أيضًا سيث العظيم، ابن الرجل غير القابل للفساد أداماس، والذي يعطي أيضًا المديح للكيانات المذكورة سابقًا ويسأل عن نسله. بعد ذلك، تخرج القوة العظيمة للضوء بليسيثيا، أم الملائكة والأنوار، وتجلب ثمار سدوم وعمورة كهدية لسيث، التي تبتهج وتأخذ نسله منها.
تم إنشاء العالم بواسطة الضوء العظيم إليث وتظهر سحابة تسمى هيليك صوفيا. يطلب الملاك العظيم غمالائيل خلق ملاك ليحكم الفوضى والجحيم، وتوافق السحابة. أنشأ ساكلا ونبرويل اثني عشر ملائكة (أرشونس). يعلن ساكلا نفسه على أنه إله غيور، لكن صوتًا من أعلى يكشف عن وجود الإنسان وابن الإنسان. يتم إنشاء ميتانويا وتتلقى القوة لملء النقص. يحضر هرمس بذرة شيث العظيم في إناء مقدس، ويحضر شيث نسله ليُزرع في الدهور. يُعرف المكان الذي زرعت فيه هذه البذرة باسم سدوم، والتي يعتقد البعض أنها مرعى سيث العظيم، بينما يعتقد البعض الآخر أن سيث أخذ النبات من جومورا وزرعه في المكان الثاني، والذي سماه سدوم.
الجنس الذي نشأ من خلال إدوكلا هو أصل بذرة الحياة الأبدية. سيواجه تحديات مثل الفيضانات والمجاعة  والأوبئة والأنبياء الكذبة، لكن النعمة ستكون مع أولئك الذين ينتمون إلى العرق. رأى شيث العظيم مخططات الشيطان وقدراته ومدح الروح العظيم الذي لا يمكن تبريره. تم إرسال أربعمائة من الملائكة الأثيرية لحراسة السباق، وتم إرسال سيث لإنقاذه من خلال المعمودية من خلال جسد مولود من لوجوس. القديسون يولدون من الروح القدس من خلال رموز غير مرئية، والمعمودية المقدسة تفوق السماء. يصف النص يسوع الحي بأنه المولود من الكلمة والذي سلح المؤمنين بمعرفة الحقيقة وقوة لا تقبل الفساد.
يصف النص رؤية لكائنات وقادة روحيين مختلفين. ترتبط هذه الكائنات بجوانب من الواقع مثل الشمس والماء والحياة والحقيقة وغير القابل للفساد. ينص النص على أنه من خلال التخلي عن الأختام الخمسة في معمودية الربيع، فإن أولئك الذين يستحقون الاحتجاج سيعرفون هؤلاء المتلقين ولن يتذوقوا الموت أبدًا. ثم ينتقل النص لمخاطبة صلاة إلى يسيوس مازاريوس يسيدكيوس وإلى الدهر العظيم ويختتم ببيان أن الكتاب كتبه سيث العظيم ووضعه في جبل شاراكسيو، بحيث يكون في نهاية الزمان. كشفها إرادة الذات الإلهية والأب.

## تحليل
تتعلق المحتويات الرئيسية بفهم سيثيان الغنوصية لكيفية نشأة الأرض، وكيف تجسد سيث، في التفسير الغنوصي، على أنه يسوع من أجل تحرير أرواح الناس من السجن الشرير الذي هو الخليقة. وبشكل أكثر تحديدًا، يمكن تقسيم النص إلى أربعة أجزاء تتعلق:
1. إنشاء العالم السماوي
2. خلق وأهمية عرق سيث
3. ترنيمة
4. التاريخ وراء إنشاء النص نفسه.[6]

استخدام النص لتسلسل حروف العلة (ربما يمثل تمثيلًا للغة للتحدث بالألسنة المسيحية المبكرة) غامض، على الرغم من أن حروف العلة في الفقرة الأخيرة (u aei eis aei ei o ei os ei) يمكن تقسيمها لقراءة (باليونانية) الموجود كـ ابن الى الابد. أنت ما أنت عليه، أنت من أنت. قد يكون أحد التفسيرات أن هذه الحروف المتحركة مرتبطة بالاسم الإلهي يهوه (إله اليهود). الاحتمال الآخر هو أن حروف العلة يمكن أن تمثل طريقة سرية ومقدسة لروح القارئ لتقترب أكثر من الغنوص، مثل البوذية والهندوسية الظهرانية.

## الثلاثيات
يسرد الكتاب المقدس للروح الخفي العظيم سلسلة من ستة ثلاثيات إلهية مختلفة. تم ذكر الثلاثيات الرابع والخامس والسادس أيضًا في زوستريانوس.
|    | أب                       | الأم                       | طفل                                 |
| -- | ------------------------ | -------------------------- | ----------------------------------- |
| 1. | الروح الخفية             | الصمت - برونونيا - باربيلو | ثلاث مرات ذكر الطفل - المسيح العظيم |
| 2. | الثلاثي ذكر الطفل        | يويل                       | إيسيفيش، طفل                        |
| 3. | المسيح العظيم            | برونويا                    | الشعارات الذاتية                    |
| 4. | الشعارات الذاتية         | ميروثو                     | أداماس                              |
| 5. | أداماس، الشعارات الذاتية | بروفانيا                   | سيث والنجوم الأربعة                 |
| 6. | سيث                      | بليسيثيا                   | بذرة سيث                            |

## أنظر أيضا
- الأناجيل الغنوصية
- قائمة الأناجيل
- أبوكريفا العهد الجديد

## روابط خارجية
- قائمة الكائنات السماوية في الكتاب المقدس للروح غير المرئية العظيم